# Repartiment coral
En una producció dramàtica, un repartiment coral és aquell que comprèn diversos actors principals i intèrprets als quals se'ls assigna quantitats aproximadament semblant de temps de pantalla.

## Estructura
En contrast amb el model popular que dona prioritat a un únic protagonista, un repartiment coral s'inclina més cap al sentit de "col·lectivitat i comunitat".

### Cinema
Els repartiments de conjunts en pel·lícules es van introduir ja al setembre de 1916, amb la pel·lícula èpica muda Intolerance de DW Griffith, amb quatre trames separades però paral·leles. La pel·lícula segueix la vida de diversos personatges durant centenars d'anys, a través de diferents cultures i períodes. La unificació de diferents línies argumentals i arcs de personatges és una característica clau dels repartiments corals al cinema; ja sigui un lloc, un esdeveniment o un tema general que uneixi la pel·lícula i els personatges.
Les pel·lícules que presenten conjunts tendeixen a emfatitzar la interconnexió dels personatges, fins i tot quan els personatges no es coneixen entre ells. La interconnexió es mostra sovint a l'audiència a través d'exemples de la teoria dels "sis graus de separació" i els permet navegar a través de línies argumentals mitjançant mapes cognitius. Exemples d’aquest mètode, on els sis graus de separació són evidents en les pel·lícules amb un repartiment, es troben en produccions com Love Actually, Crash i Babel, que tenen tots uns temes subjacents forts entrellaçats dins de les trames que unifiquen cada pel·lícula.
The Avengers, els X-Men i la Lliga de la justícia són tres exemples de repartiments del gènere dels superherois. A The Avengers, no cal un sol protagonista central en la funció, ja que cada personatge comparteix la mateixa importància en la narració, equilibrant amb èxit el repartiment coral. La interpretació de cada actor és un factor clau a l’hora d’executar aquest equilibri, ja que els membres del repartiment coral “competeixen [pel protagonisme] entre ells i no amb la realitat”.
Les pel·lícules de Hollywood amb repartiments corals solen utilitzar nombrosos actors de gran renom i/o prestigi, en lloc d'una o dues "grans estrelles" i d'un repartiment secundari menys conegut.
Altres pel·lícules destacades amb repartiments corals
- El Padrí[8]
- Fora d'ona[9]
- Intencions perverses[9]

### Televisió

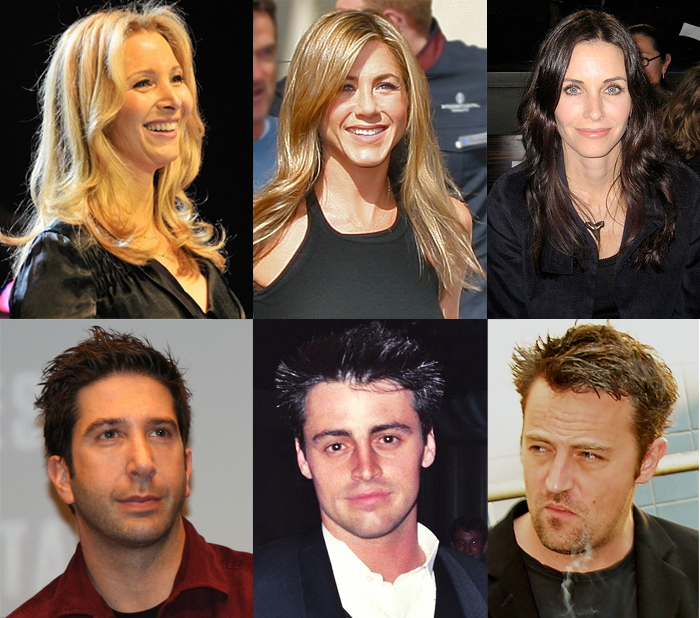
Els actors de la sèrie Friends, un exemple típic de producció televisiva que presenta un repartiment coral.

Els repartiments de conjunts també són molt populars a les sèries de televisió perquè permeten als escriptors flexibilitat per centrar-se en diferents personatges en diferents episodis. A més, la sortida dels actors és menys pertorbadora del que seria el cas amb un repartiment estructurat regularment. Les sèries de televisió The Golden Girls i Friends són exemples arquetípics de repartiments de sèries de televisió nord-americanes. El drama de misteri de ciència-ficció Lost també compta amb un repartiment conjunt. Els repartiments de conjunts de 20 o més actors són habituals en els fulletons, un gènere que depèn en gran manera del desenvolupament dels personatges del conjunt. El gènere també requereix una expansió contínua del repartiment a mesura que avança la sèrie, amb telenovel·les com General Hospital, Days of Our Lives i The Bold and the Beautiful que es mantenen en antena durant dècades.
Un exemple d’èxit per a la televisió en el càsting de conjunts és la sèrie HBO Game of Thrones, guanyadora del Premi Emmy. La sèrie de fantasia èpica presenta un dels repartiments més grans de la pantalla petita. La sèrie és famosa per les morts de personatges importants, que donen lloc a canvis constants dins del conjunt.
Altres programes de televisió destacats amb repartiments corals
- Els Simpsons
- The West Wing
- Scrubs
- Grey's Anatomy
- The Big Bang Theory
- Modern Family
- Stranger Things
- Bob's Burgers
- The Office
- Benidorm
- Ackley Bridge[15]